# كارفاكرول
الكارفاكرول، أو السيموفينول وصيغته C6H3 (CH3) (OH) C3H7، وهو فينول أحادي التربينويد. له الرائحة النفاذة والمميزة للمردقوش شائع. 

## تواجده الطبيعي
الكارفاكرول موجود في الزيت العطري لل المردقوش الشائع، وزيت الزعتر، والزيوت التي يتم الحصول عليها من الرشاد، ونعناع الفَرس. يحتوي الزيت العطري لسلالات الزعتر الفرعية على ما يعادل 5٪ و 75٪ من الكارفاكرول، في حين أن الأنواع الفرعية لـ الندغ تحمل محتوى يعادل بين 1٪ و 45٪. بينما المردقوش كبير والفوذنج التيسيغنيان من الكارفاكرول، بنسب تعادل 50٪ و60-80٪ على التوالي.
يوجد أيضًا في التكيلا وLippia graveolens (الأوريجانو المكسيكي) وفي عائلة رعي الحمام

## البدائل المصنعة والمشتقات
يمكن تحضير الكارفاكرول صناعياً عن طريق اندماج حامض سلفونيك الكايمين مع البوتاس الكاوي. من خلال عمل حمض النيتروز على البنزين 1-ميثيل-2-أمينو-4-بروبيل، بالتسخين لفترات طويلة من خمسة أجزاء من الكافور مع جزء واحد من اليود ؛ أو عن طريق تسخين الكارفول بحمض الفوسفوريك الجليدي أو عن طريق إزالة هدرجة الكارافون بمحفز من البلاديوم-الكربون. يتم استخراجه من زيت المردقوش الشائع عن طريق محلول البوتاس بنسبة 50 ٪. وهو زيت سميك يثبت عند 20 درجة مئوية على كتلة من بلورات ونقطة الانصهار 0 درجة مئوية، ونقطة الغليان 236-237 درجة مئوية. أكسدته مع كلوريد الحديديك يحوله إلى ديكارفاكرول، في حين أن خماسي كلوريد الفوسفور يحوله إلى الكلورسيمول.

## قائمة النباتات التي تحتوي على المادة الكيميائية
- مونردة مزدوجة
- حبة البركة
- مردقوش تركي
- مردقوش صغير الأوراق
- فوذنج تيسي
- مردقوش سوري
- مردقوش شائع
- زعتر كاذب أو Plectranthus amboinicus
- الخزامى المقسومة
- ندغ زعتري
- مردقوش (جنس)

## علم السموم
في المختبر، يمتلك الكارفاكرول نشاطًا مضادًا للميكروبات ضد 25 نوعًا مختلفًا من البكتيريا والسلالات السنية مثل، Cladosporium herbarum وPenicillium glabrum والفطريات مثل Fusarium verticillioides وكودانة سولاني وPhytophthora capsici وSclerotinia sclerotiorum.

## دستور الأدوية
- دستور الأدوية البريطاني